# Лобанов, Дмитрий Петрович
Дмитрий Петрович Лобанов (род. 12 октября 1924 года) — ректор Московского геологоразведочного института (1964—1988), советник-наставник и член Учёного Совета Российского государственного геологоразведочного университета. Почётный академик РАЕН (1995), заслуженный геолог СССР.

## Биография
Д. П. Лобанов родился 12 октября 1924 года в Иркутске, в семье горняка.
Призван в ряды РККА 8 августа 1942 года Тисульским РВК Кемеровской области. В боевых действиях принимал участие с 7 декабря 1943 года. Воевал в звании младшего техника-лейтенанта, занимал должность техника оружейной мастерской боепитания в составе 771 стрелкового полка 137-й стрелковой «Бобруйской» дивизии. В дивизии отвечал за сопровождение обозов с боеприпасами, оперативный ремонт орудий, разъяснение правил обращения с оружием. 
C 1943 года — кандидат в члены ВКП(б). В боях в районе Острув-Мазовецка (Польша) летом 1944 года починил пушку, находясь под огнём противника, за что 16.10. 1944 был представлен к медали «За боевые заслуги». В самоотверженную работу в ходе наступательных боёв в Восточной Пруссии получает орден Красной Звезды.
В 1952 году окончил Московский институт цветных металлов и золота. После завершения аспирантуры в 1956 году получил должность доцента кафедры «Разработки месторождений редких и радиоактивных металлов» в Московском геологоразведочном институте. Стал известным специалистом в области геотехнологических методов разработки отечественных месторождений полезных ископаемых.
Написал около 400 научных трудов. С 1964 по 1988 год работал ректором Московского геологоразведочного института. Там же в 1971 году организовал новую кафедру — «Геотехнологии руд редких и радиоактивных металлов», руководил ею до 1991 года.
Вёл активную профессорскую деятельность, 50 кандидатских диссертаций и 10 докторских было защищено под его руководством.

## Награды и премии
- «Заслуженный геолог СССР»
- «Почётный разведчик недр»
- Полный кавалер Почётного знака «Шахтёрская слава»
- Кавалер орденов Отечественной войны, Красной Звезды, Трудового Красного Знамени, «Знак Почёта», Октябрьской Революции.